# La quema de Judas
La quema de Judas es una película dramática venezolana de 1974 dirigida por Román Chalbaud, basada en su obra de teatro homónima. La película aborda temas como la corrupción, el abuso de poder en el contexto de la sociedad venezolana de la década de los 60. Se considera una de las películas que inaugura el Nuevo Cine Venezolano y una de las primeras de la Época de oro del cine venezolano. Entró en el Noveno Festival Internacional de Cine de Moscú.

## Sinopsis
La historia sigue al teniente Jesús María Carmona, un oficial de policía que utiliza su posición para cometer actos delictivos bajo el amparo de la institucionalidad. A medida que la trama avanza, se revela cómo el sistema judicial se convierte en cómplice de la corrupción e impunidad que envuelven al país. La narrativa culmina con una representación de la tradicional quema de Judas, simbolizando la purga de las traiciones y males sociales.

## Reparto
- Miguel Ángel Landa como Teniente Jesús María Carmona
- Claudio Brook como Dr. Gregorio Herrera
- María Teresa Acosta como Doña Santísima Carmona
- Hilda Vera como La Danta
- Arturo Calderón como Don Ganzúa
- William Moreno como Jeremías Rafael Gómez
- Rafael Briceño como Don Alfonso
- Eladio Lárez como Periodista de TV
- Pablo Gil como Pablo Quintero "Poncio"
- Raúl Medina como José Carmona
- Jesús Maella como Señor Ministro
- Verónica Doza como Novia de José
- Renato Gutiérrez como Delincuente
- María Hinojosa como Sra. María López
- Roberto Colmenares
- José Ignacio Cabrujas
- Gilberto Pinto
- Eduardo Cortina
- Nancy Soto

## Producción
La película fue producida por Gente de Cine C.A. y contó con la colaboración en el guion de José Ignacio Cabrujas, destacado dramaturgo venezolano. La música estuvo a cargo de Miguel Ángel Fúster Coll y la dirección de fotografía fue realizada por Abigail Rojas.
El cartel cinematográfico de La quema de Judas estuvo a cargo del diseñador hispano-venezolano Santiago Pol.

## Recepción y reconocimientos
La quema de Judas fue seleccionada para participar en el Noveno Festival Internacional de Cine de Moscú en 1975, lo que refleja su relevancia en el panorama cinematográfico de la época. La película fue tanto un éxito crítico como comercial, constituyendo un "rebote" en la carrera del cineasta.